# Joseph Heath
Joseph Heath (né en 1967) est un philosophe canadien connu du public pour ses ouvrages de vulgarisation, en particulier Révolte consommée, coécrit avec Andrew Potter.
M. Heath est lauréat d’un prix de la Fondation Pierre Elliott Trudeau (2012).

## Biographie
Joseph Heath est né en 1967 à Saskatoon, en Saskatchewan. Il a été étudié la philosophie à l'Université McGill et à l'Université Northwestern. Il a enseigné cette discipline à l'Université de Toronto à partir de 1995, puis l'éthique et l'économie politique à l'Université de Montréal. Depuis 2003, il enseigne à nouveau à Toronto.

## Œuvres
- La société efficiente (The Efficient Society, 2001)
- Révolte consommée (The Rebel Sell, 2004)
- Sale Argent (Filthy Lucre, 2009)
- Les lumières de la raison: cultiver l'art d'être rationnel dans un monde qui l'est de moins en moins (Enlightenment 2.0, 2014)

### Liens et documents externes
- (en) Page officielle
- (en) UProfil- Site de l'Université de Toronto
- (en) Conférence audio de Heath  Potter résumant Révolte consommée de l'émission Big Ideas sur TVOntario
- (en) Dialogue entre Heath et Will Wilkinson